# Bartłomiej Macieja

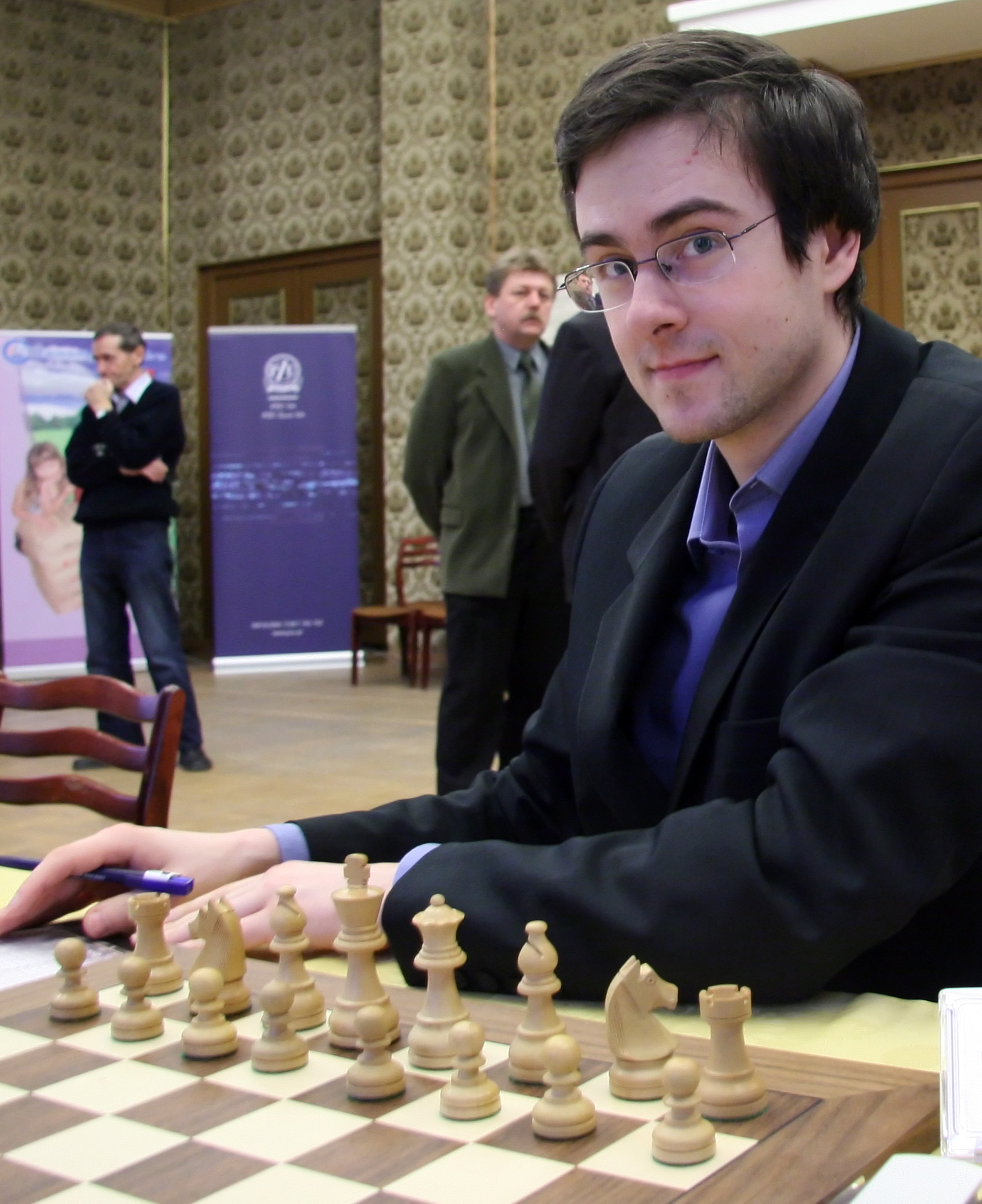
Bartlomiej Macieja

Bartłomiej Macieja, född 4 oktober 1977, är en polsk schackspelare och stormästare. Han blev Europamästare 2002 och kom delad två året efter. Han har deltagit i Schack-OS fem gånger.